# 霍華德·艾肯
霍華德·艾肯，全名霍華德·海撒威·艾肯（英語：Howard Hathaway Aiken，1900年3月8日—1973年3月14日），生於美國新澤西州霍博肯，計算機科學先驅，為IBM的哈佛一型计算机的概念設計者。

## 生平
大學就讀於威斯康星大学麦迪逊分校。1939年，在哈佛大學取得博士學位。為了解決微分方程計算問題，他設想了一种电子机械式的计算设备，可以为他做许多繁琐的工作。IBM根据他的设想制造了自動順序控制計算機（Automatic Sequence Controlled Calculator，ASCC），后被称为哈佛马克一号（Harvard Mark I）。1944年2月，這台機器在哈佛大學開始運作。葛麗絲·霍普在7月時加入這個計劃。
1947年，霍華德·艾肯設計出哈佛马克二号。隨後又設計出哈佛马克三号與哈佛马克四号。